# NGC 5562
NGC 5562 (другие обозначения — UGC 9174, MCG 2-37-2, ZWG 75.11, NPM1G +10.0392, PGC 51227) — галактика в созвездии Волопас.
Этот объект входит в число перечисленных в оригинальной редакции «Нового общего каталога».